# خماسي البوران
خماسي البوران هو مركب لاعضوي مكوّن من البورون والهيدروجين، وله الصيغة B5H9، ويكون على شكل سائل عديم اللون ذي رائحة كريهة. ينتمي خماسي البوران إلى مركبات البورانات. إن الاسم النظامي للمركب هو خماسي البوران(9)، وذلك إشارة إلى عدد ذرات الهيدروجين فيه.

## التحضير
حضر خماسي البوران(9) لأول مرة سنة 1933 من قبل ألفرد شتوك.
يحضر خماسي البوران(9) من التحلل الحراري لمركب ثنائي البوران. في البداية يتشكل مركب رباعي البوران، والذي يكون غير مستقر حرارياً، ويتحول إلى خماسي البوران(11)، (B5H11)، والذي يتفكك بدوره إلى خماسي البوران(9).
{\displaystyle \mathrm {6\ B_{5}H_{11}\longrightarrow \ 4\ B_{5}H_{9}\ +\ 5\ B_{2}H_{6}} }
يمكن التحضير بطريقة أخرى انطلاقاً من الأنيون –B3H8، والذي يحوّل إلى ملح البروميد –B3H7Br بواسطة بروميد الهيدروجين HBr، ثم يلي ذلك التحلل الحراري للأنيون الأخير للحصول على خماسي البوران.

## الخصائص
إن خماسي البوران(9) عبارة عن سائل عديم اللون، ذي رائحة واخزة كريهة، تلقائي الاشتعال، وسهل التطاير. يتفكك المركب عند التماس مع الماء بتفاعل حلمهة.
يكون للمركب بنية عنقودية تجميعية على شكل هرم رباعي القاعدة من ذرات البورون، بحيث أن كل ذرة بورون لها ربيطة طرفية من الهيدروجين، في حين أن باقي ذرات الهيدروجين تصل بين ذرات البورون الموجودة في القاعدة. يعرف ترتيب هذا العنقود باسم نيدو.

## الاستخدامات
استخدم خماسي البوران(9) في أواخر خمسينات وأوائل ستينات القرن العشرين في مجال أبحاث الفضاء في الولايات المتحدة والاتحاد السوفييتي، وذلك كمادة من أجل وقود الصواريخ وذلك بالإضافة إلى رباعي أكسيد ثنائي النتروجين.

## احتياطات الأمان
يمكن لخماسي البوران أن يشكل مزائج انفجارية مع الهواء، كذلك الأمر عند التماس مع المركبات العضوية المختلفة.